# Buczmany
Buczmany (ukr. Бучмани) – osiedle typu miejskiego na Ukrainie w rejonie olewskim obwodu żytomierskiego.

## Historia
Założony w roku 1947, osiedle typu miejskiego od 1983.
W 1989 liczyło 1077 mieszkańców.
W 2013 liczyło 712 mieszkańców.